# Thomas Vinterberg
Thomas Vinterberg, född 19 maj 1969 i Frederiksberg i Köpenhamn, är en dansk regissör och manusförfattare. Han var en av de fyra ursprungliga upphovsmännen bakom regelverket Dogme 95 och fick både inhemskt och internationellt erkännande för den första Dogmafilmen, Festen. Vid Oscarsgalan 2014 nominerades hans film Jakten till en Oscar i kategorin Bästa utländska film och år 2021 belönades filmen En runda till med en Oscar för bästa utländska film.
Vinterberg utbildades till filmregissör vid Den danske Filmskole 1989–1993.

## Privatliv
Thomas Vinterberg gifte sig med teaterregissören Maria Walbom Vinterberg den 30 juli 1990. Äktenskapet upplöstes 2007.
Den 3 juli 2010 gifte han sig i Svanninge kyrka på Fyn med skådespelerskan Helene Reingaard-Neumann. 
Den 5 maj 2019 uppgav en talesman för Zentropa i ett pressmeddelande att Vinterbergs 19-åriga dotter, Ida Maria Vinterberg, dog i en bilolycka i Belgien lördag 4 maj 2019.

## Filmografi i urval
- 1994 – Pojken som gick baklänges (kortfilm)
- 1996 – Hjältar (regi och manus)
- 1998 – Festen (regi och manus)
- 2003 – It's All About Love (regi och manus)
- 2005 – Dear Wendy (regi)
- 2007 – En man kommer hem (regi)
- 2010 – Submarino (regi och manus)
- 2012 – Jakten (regi och manus)
- 2015 – Far from the Madding Crowd (regi)
- 2016 – Kollektivet (regi)
- 2019 – Kursk (regi)
- 2020 – En runda till (regi och manus)
- 2024 – En familj som vår (TV-serie) (regi och manus)